# 须江县
须江县，中国古县名。
唐朝武德四年（621年）析信安县南境置，治所在今浙江省江山市。因县南有须江溪，故名。八年省。永昌元年（689年）复置。属衢州。五代后唐长兴二年（931年），改名江山县。